# Gewargis III Sliwa
Mar Gewargis III (syr. ܡܪܝ ܓܝܘܪܓܝܣ ܨܠܝܒܼܐ, ur. 23 listopada 1941 w Habbaniya) – duchowny asyryjski, patriarcha-katolikos Asyryjskiego Kościoła Wschodu w latach 2015–2020.

## Życiorys
Urodził się w mieście Habbaniya, w środkowym Iraku. Studiował na Uniwersytecie w Bagdadzie.
13 kwietnia 1980 został wyświęcony na diakona, a 8 czerwca 1980 patriarcha Mar Dinkha IV Khanania udzielił mu święceń prezbiteratu.
W 1981 został mianowany metropolitą Iraku i Rosji. Sakrę otrzymał 7 czerwca w Katedrze św. Jerzego w Chicago.
18 września 2015 roku został wybrany przez Synod Asyryjskiego Kościoła Wschodu na katolikosa-patriarchę. Jego intronizacja odbyła się 27 września 2015 w Katedrze św. Jana Chrzciciela w Irbilu. W lutym 2020 ze względu na stan zdrowia ustąpił ze stanowiska katolikosa-patriarchy. We wrześniu 2021 otworzył obrady Synodu Wyborczego w celu wyłonienia nowego patriarchy, którym został Mar Awa III.